# Junkers J 12
Die Junkers J 12 war der Entwurf eines viersitzigen Ganzmetall-Passagierflugzeugs der Junkers Flugzeugwerke AG aus dem Jahr 1919.

## Entwicklung
Im Januar 1919 gab Hugo Junkers den Auftrag zur systematischen Untersuchung verschiedener Flugzeugentwürfe für einen komfortablen und wirtschaftlichen Luftverkehr. Hierfür erarbeiteten Reuter und Schmitz in wenige Wochen insgesamt zehn Entwürfe von Passagierflugzeugen für 4–10 Passagiere.
Bereits am 9. Januar 1919 entstand dabei der Entwurf Junkers J12 für ein viersitziges Reise- und Verkehrsflugzeug, dessen wesentliche Baugruppen aus der Junkers J10 übernommen wurden und lediglich einen neuen verbreiterten Rumpf erhielt. Der verbreiterte Rumpf der Junkers J12 reduzierte nach den Berechnungen allerdings die Geschwindigkeit der J10 bei der J12 um 20 km/h auf 170 km/h.
Während der J12-Untersuchungen zeigte sich, dass durch eine Erweiterung des Entwurfs auf sechs Sitze eine höhere Wirtschaftlichkeit zu erreichen war. Außerdem sollten die beiden hinteren Sitzbänke in einer geschlossenen, beheizten Kabine mit Fenstern untergebracht werden. Für diese sechssitzige Variante der J12 entstand eine Kabinenattrappe, die sich allerdings für den vorgesehenen J12-Rumpf als zu groß erwies. Der J12-Entwurf wurde daraufhin im Februar 1919 aufgegeben. Mit der Junkers F13 entstand daraufhin ein vollständig neuer Entwurf.

## Konstruktion
Die Gesamtmetall-Tiefdeckerkonstruktion wurde in wesentlichen Teilen von der Junkers J10 übernommen. Tragfläche, Rumpfendstück, Sporn, Kühler, Steuerung und Fahrwerk wurden unverändert übernommen. In dem deutlich verbreiterten und erhöhten, halboffenen Rumpf konnten 2×2 Passagiere nebeneinander Platz finden. Als Antrieb kam der 160 PS Mercedes D.III-Motor der J10 zum Einsatz.
Von der Junkers J12 entstanden mehrere Zeichnungssätze (2266, 2273, 2280, 2285), in die Reuter und Schmitz Anpassungen Junkers’ und Maders einarbeiteten. Unter anderem wurde die rechteckige Flügelform von Schmitz durch einen Trapezflügel mit gerader Vorderkante und einem Flügelprofil konstanter Dicke ersetzt. Luftbremsen und verschiedene Querruder-Anordnungen wurden in verschiedenen Entwürfen angepasst.

## Technische Daten
| Kenngröße             | J12                                       |
| --------------------- | ----------------------------------------- |
| Besatzung             | 1                                         |
| Passagiere            | 3 (später 5)                              |
| Länge                 | 8,25 m                                    |
| Spannweite            | 12,25 m                                   |
| Höhe                  | 3,00 m                                    |
| Flügelfläche          | 25,00 m²                                  |
| Flügelstreckung       | 6,0                                       |
| Leermasse             |                                           |
| Startmasse            |                                           |
| Höchstgeschwindigkeit | 170 km/h                                  |
| Marschgeschwindigkeit |                                           |
| Steigzeit             |                                           |
| Gipfelhöhe            | 6000 m                                    |
| max. Reichweite       |                                           |
| Flugdauer             |                                           |
| Motor                 | ein Mercedes D.IIIau, 160 PS (ca. 120 kW) |